# Lista dos reis da Nortúmbria
A Nortúmbria, um reino de anglos no norte da Inglaterra, era inicialmente dividido em dois, Bernícia e Deira.-primeira unificação deveu-se-Etelfrido, por volta de 604, e, salvo períodos ocasionais de cisão no século posterior, assim permaneceu. As exceções ocorreram durante o breve período 633—634, quando-Nortúmbria se desorganizou com-morte em batalha do rei Eduíno e-trágica invasão de Cadwallon de Venedócia.-unidade dos reinos nortúmbrios foi restaurada após-morte de Cadwallon, numa batalha, em 634.
Outro período de exceção foi entre 644 e 664, quando reis diferentes mandavam em Deira. Em 651, o rei Osvio matou Osvino de Deira e o substituiu por Etevaldo, o qual trairia sua lealdade vindo-se aliar-Penda de Mércia. De acordo com Beda, Etevaldo submeteu-se-Penda durante-mais recente invasão da Nortúmbria, mas retirou-se quando os mércios encontraram os nortúmbrios na Batalha de Winwaed. Após-derrota dos mércios, Etevaldo perdeu seu poder, e o filho de Osvio, Alfrido, tomou seu lugar. Em 670, Elfivino, irmão do rei Egfrido, que não tinha filhos, assumiu o trono de Deira. Mas o título de rei pode ter sido usado primordialmente para designar um herdeiro. Elfivino foi morto em batalha contra os mércios em 679, e não houve outro rei em separado de Deira-a época do domínio normando.
A seguir, listas dos reis da Bernícia, Deira e da Nortúmbria. Muitas datas apresentadas aqui não são de todo confiáveis, principalmente as dos períodos mais antigos. Foi uma época em que-grafia variava muito,-no mesmo documento. Há certa preferência entre þ e o ð (forte e tênue 'th', como em these e think, do inglês atual). O caractere 7 era usado em lugar do & em escritos coevos.-época já anunciava-demanda por formas de grafias aceitas hoje, como as maiúsculas, e as letras w e u. Quando o w era seguido por u, isso em geral redundou em vv (ou no w sozinho).

## Lista dos reis da Bernícia
| Reinado                  | Incumbente             |                                                                            | Notas                                      |
| ------------------------ | ---------------------- | -------------------------------------------------------------------------- | ------------------------------------------ |
| fl.500                   | Esa (Oesa)             | ESA INGVING CYNING ESA REX BERNICIA CYNING                                 |                                            |
| fl.c.520                 | Eopa                   | EOPPA ESING BERNICIA CYNING EOPPA REX BERNICIA                             |                                            |
| 547-559                  | Ida                    | IDA EOPPING BERNICIA CYNING IDA REX BERNICIA                               |                                            |
| 559-560                  | Glapa (Clapa)          | GLAPPA BERNICIA CYNING GLAPPA REX BERNICIA                                 |                                            |
| 560-568                  | Ada                    | ADDA IDING BERNICIA CYNING ADDA REX BERNICIA                               |                                            |
| 568-572                  | Etelrico               | ÆÞELRIC IDING BERNICIA CYNING ÆÞELRIC REX BERNICIA                         |                                            |
| 572-579                  | Teodorico (Deoric)     | ÞEODRIC IDING BERNICIA CYNING ÞEODRIC REX BERNICIA                         |                                            |
| 579-585                  | Frituvaldo (Frithewlf) | FRIÞVVALD BERNICIA CYNING FRIÞVVALD REX BERNICIA                           |                                            |
| 585-593                  | Hussa                  | HVSSA BERNICIA CYNING HVSSA REX BERNICIA                                   |                                            |
| 593-616                  | Etelfrido              | ÆÞELFRIÞ ÆÞELRICING BERNICIA 7 DEIRA CYNING ÆÞELFRIÞ REX BERNICIA ET DEIRA | Morto em batalha                           |
| Dinastia de Deira        |                        |                                                                            |                                            |
| 616-14 de outubro de 632 | Eduíno                 | EDVVIN ÆLLING BERNICIA 7 DEIRA CYNING EDVVIN REX BERNICIA ET DEIRA         | Morto em batalha por Penda, rei da Mércia  |
| Dinastia de Bernícia     |                        |                                                                            |                                            |
| fins de 632-633          | Eanfrido               | EANFRIÞ ÆÞELFRIÞING BERNICIA CYNING EANFRIÞ REX BERNICIA                   |                                            |
| 634-5 de agosto de 641   | Osvaldo                | OSVVALD ÆÞELFRIÞING BERNICIA 7 DEIRA CYNING OSVVALD REX BERNICIA ET DEIRA  | Morto por Penda de Mércia; é santo Osvaldo |
| fins de 641-654          | Osvio                  | OSVVIO ÆÞELFRIÞING BERNICIA CYNING OSVVIO REX BERNICIA                     | Tornou-se rei da Nortúmbria unificada      |

## Lista dos reis de Deira
| Reinado                         | Incumbente          |                                                                         | Notas                                                                    |
| ------------------------------- | ------------------- | ----------------------------------------------------------------------- | ------------------------------------------------------------------------ |
| 559/560-589                     | Ella (Aelli)        | ÆLLA YFFING DEIRA CYNING ÆLLA REX DEIRA                                 |                                                                          |
| 589/599-604                     | Etelrico (Aedilric) | ÆÞELRIC IDING BERNICIA 7 DEIRA CYNING ÆÞELRIC REX BERNICIA ET DEIRA     |                                                                          |
| Dinastia de Bernícia            |                     |                                                                         |                                                                          |
| 593/604-616                     | Etelfrido           | ÆÞELFERÞ ÆÞELRICING DEIRA CYNING ÆÞELFERÞ REX DEIRA                     | Morto em batalha                                                         |
| Dinastia de Deira               |                     |                                                                         |                                                                          |
| 616-12/14 de outubro de 632     | Eduíno              | EDVVIN ÆLLING BERNICIA 7 DEIRA CYNING EDVVIN REX BERNICIA ET DEIRA      | Morto em batalha por Cadwallon ap Cadfan e Penda de Mércia; Santo Eduíno |
| fins de 633 ao verão de 634     | Osrico              | OSRIC ÆLFRICING DEIRA CYNING OSRIC REX DEIRA                            |                                                                          |
| 633]-5 de agosto de 642         | Osvaldo             | OSVVALD BERNICIA 7 DEIRA CYNING OSVVALD REX BERNICIA ET DEIRA           | Morto por Penda,; Santo Osvaldo                                          |
| 642-644                         | Osvio               | OSVVIO ÆÞELFRIÞING BERNICIA 7 DEIRA CYNING OSVVIO REX BERNICIA ET DEIRA |                                                                          |
| 644-651                         | Osvino              | OSVVINE OSRICING DEIRA CYNING OSVVINE REX DEIRA                         | Assassinado                                                              |
| Verão de 651-fins de 654 ou 655 | Etevaldo            | ÆÞELVVALD OSVVALDING DEIRA CYNING ÆÞELVVALD REX DEIRA                   |                                                                          |
| 654-15 de agosto de 670         | Osvio               | OSVVIO ÆÞELFERÞING NORÞANHYMBRA CYNING OSVVIO REX NORÞANHYMBRA          | Restaurado                                                               |
| 656-664                         | Alfrido             | ALCHFRIÞ DEIRA CYNING ALCHFRIÞ REX DEIRA                                |                                                                          |
| 670-679                         | Elfivino            | ÆLFVVINE DEIRA CYNING ÆLFVVINE REX DEIRA                                |                                                                          |

## Lista dos reis da Nortúmbria (unificada)
| Reinado                            | Incumbente                    |                                                                    | Notas                                    |
| ---------------------------------- | ----------------------------- | ------------------------------------------------------------------ | ---------------------------------------- |
| 654-15 de fevereiro de 670         | Osvio                         | OSVVIO ÆÞELFRIÞING NORÞANHYMBRA CYNING OSVVIO REX NORÞANHYMBRA     | Em Bernícia e Deira                      |
| Fevereiro de 670-20 de maio de 685 | Egfrido                       | ECGFERÞ OSVVEOING NORÞANHYMBRA CYNING ECGFERÞ REX NORÞANHYMBRA     | Morto em batalha contra os pictos        |
| Maio de 685-14 de dezembro de 704  | Aldfrido (Ealdfrith, Aldfrid) | ALDFERÞ OSVVEOING NORÞANHYMBRA CYNING ALDFERÞ REX NORÞANHYMBRA     |                                          |
| Final de 704 - começo de 705       | Eadulfo                       | EADVVLF NORÞANHYMBRA CYNING EADVVLF REX NORÞANHYMBRA               | Usurpador                                |
| 705-716                            | Osredo I                      | OSRED ALDFERÞING NORÞANHYMBRA CYNING OSRED REX NORÞANHYMBRA        | Morto em batalha ou assassinado          |
| 716-718                            | Coenredo                      | COENRED NORÞANHYMBRA CYNING COENRED REX NORÞANHYMBRA               |                                          |
| 718-29 de maio de 729              | Osrico                        | OSRIC ALDFERÞING NORÞANHYMBRA CYNING OSRIC REX NORÞANHYMBRA        | Adotou Ceolulfo como herdeiro            |
| 729-731                            | Ceolulfo                      | CEOLVVLF NORÞANHYMBRA CYNING CEOLVVLF REX NORÞANHYMBRA             | Deposto; São Ceolulfo                    |
| 731-737/8                          | Ceolulfo                      | CEOLVVLF NORÞANHYMBRA CYNING CEOLVVLF REX NORÞANHYMBRA             | Restaurado; abdicou, tornou-se monge     |
| 737-758                            | Eadberto                      | EADBRYHT EATING NORÞANHYMBRA CYNING EADBRYHT REX NORÞANHYMBRA      | Abdicou, tornou-se monge                 |
| 758-759                            | Osvulfo (Osulf)               | OSVVLF NORÞANHYMBRA CYNING OSVVLF REX NORÞANHYMBRA                 | Assassinado por seus servos              |
| 759-765                            | Etevaldo                      | ÆÞELVVALD MOLL NORÞANHYMBRA CYNING ÆÞELVVALD MOLL REX NORÞANHYMBRA | Deposto                                  |
| 765-774                            | Alredo                        | EALCHRED NORÞANHYMBRA CYNING EALCHRED REX NORÞANHYMBRA             | Deposto e exilado                        |
| 774-779                            | Etelredo I                    | ÆÞELRED NORÞANHYMBRA CYNING ÆÞELRED REX NORÞANHYMBRA               | Deposto                                  |
| 779-23 de setembro de 788          | Elfualdo I                    | ÆLFVVALD NORÞANHYMBRA CYNING ÆLFVVALD REX NORÞANHYMBRA             | Assassinado                              |
| 788-790                            | Osredo II                     | OSRED ALCHREDING NORÞANHYMBRA CYNING OSRED REX NORÞANHYMBRA        | Deposto e exilado                        |
| 790-18 de abril de 796             | Etelredo I                    | ÆÞELRED NORÞANHYMBRA CYNING ÆÞELRED REX NORÞANHYMBRA               | Restaurado                               |
| 796                                | Osvaldo                       | OSBALD NORÞANHYMBRA CYNING OSBALD REX NORÞANHYMBRA                 | Exilado após reinado de 27 dias          |
| 14 de maio de 796-806/8            | Eardulfo                      | EARDVVLF NORÞANHYMBRA CYNING EARDVVLF REX NORÞANHYMBRA             | Deposto                                  |
| 806/8-808/10                       | Elfualdo II (Elfwald II)      | ÆLFVVALD NORÞANHYMBRA CYNING ÆLFVVALD REX NORÞANHYMBRA             |                                          |
| 808-810                            | Eardulfo                      | EARDVVLF NORÞANHYMBRA CYNING EARDVVLF REX NORÞANHYMBRA             | Restaurado                               |
| 810-841                            | Eanredo                       | EANRED EARDVVLFING NORÞANHYMBRA CYNING EANRED REX NORÞANHYMBRA     |                                          |
| 840/1-844                          | Etelredo II                   | ÆÞELRED EANREDING NORÞANHYMBRA CYNING ÆÞELRED REX NORÞANHYMBRA     | Deposto                                  |
| 844                                | Redulfo (Redwulf)             | RÆDVVLF NORÞANHYMBRA CYNING RÆDVVLF REX NORÞANHYMBRA               | Usurpador                                |
| 844-c.848/9                        | Etelredo II                   | ÆÞELRED EANREDING NORÞANHYMBRA CYNING ÆÞELRED REX NORÞANHYMBRA     | Restaurado                               |
| c.848/9-862/3                      | Osberto (Osbert)              | OSBEORHT NORÞANHYMBRA CYNING OSBEORHT REX NORÞANHYMBRA             | Deposto                                  |
| 862/3/7-23 de março de 867         | Ela II                        | ÆLLE NORÞANHYMBRA CYNING ÆLLE REX NORÞANHYMBRA                     | Usurpador; morto pelos danos com Osberto |
| 867-21 de março de 867             | Osberto (Osbert)              | OSBEORHT NORÞANHYMBRA CYNING OSBEORHT REX NORÞANHYMBRA             | Morto pelos danos com o usurpador Ela    |

## Sub-reis no reinado normando de Iorque
| Reinado   | Incumbente                                        |                                                        | Notas                                             |                                                   |
| --------- | ------------------------------------------------- | ------------------------------------------------------ | ------------------------------------------------- | ------------------------------------------------- |
| 867-872   | Egberto I                                         | ECGBRYHT NORÞANHYMBRA CYNING ECGBRYHT REX NORÞANHYMBRA | Rei títere dos danos                              |                                                   |
| 872-876   | Ricsigo                                           | RICSIGE NORÞANHYMBRA CYNING RICSIGE REX NORÞANHYMBRA   |                                                   |                                                   |
| 876-c.878 | Egberto II                                        | ECGBRYHT NORÞANHYMBRA CYNING ECGBRYHT REX NORÞANHYMBRA |                                                   |                                                   |
| c.878\|   | Nortúmbria submetida ao Reino Viquingue de Iorque | Nortúmbria submetida ao Reino Viquingue de Iorque      | Nortúmbria submetida ao Reino Viquingue de Iorque | Nortúmbria submetida ao Reino Viquingue de Iorque |

### Deira sob domínio normando dos Iorque,-partir de 878
Os seguintes foram ealdormanos, depois condes, na Bernícia, com sua capital em Bamburgo sob os nórdicos de Iorque. Pelo tempo de Osulfo, estavam governando toda a Nortúmbria a partir de Iorque sob o rei da Inglaterra.  
| Reinado   | Incumbente       |         | Notas                                                                 |
| --------- | ---------------- | ------- | --------------------------------------------------------------------- |
| ???-913   | Eadulfo I        | Eadulf  |                                                                       |
| 913-930   | Aldredo I        | Ealdred |                                                                       |
| 930-963   | Osulfo           | Osulf   | Conde de toda Nortúmbria em 954, com morto de Érico Machado de Sangue |
| 963-970   | Valdevo          | Walþeof | Conde de toda Nortúmbria                                              |
| 995-1016  | Uctredo, o Calvo | Uchtred | Conde de toda Nortúmbria                                              |
| 1016-1019 | Eadulfo II       | Eadulf  | Apenas na Bernícia                                                    |
| 1019-1038 | Aldredo II       | Ealdred | Apenas na Bernícia                                                    |
| 1038-1041 | Eadulfo III      | Eadulf  | Apenas na Bernícia                                                    |